# Zębowiór
Zębowiór (Trogopterus) – rodzaj ssaków z podrodziny wiewiórek (Sciurinae) w obrębie rodziny wiewiórkowatych (Sciuridae). 

## Zasięg występowania
Rodzaj obejmuje jeden żyjący współcześnie gatunek występujący w południowo-wschodniej Chińskiej Republice Ludowej. 

## Morfologia
Długość ciała (bez ogona) 200–330 mm, długość ogona 260–300 mm; brak szczegółowych danych dotyczących masy ciała.

## Systematyka
Rodzaj zdefiniował w 1898 roku francuski zoolog Pierre Marie Heude na łamach Mémoires concernant l’histoire naturelle de l’empire chinois. Na gatunek typowy wyznaczył (oryginalne oznaczenie) zębowióra chińskiego (T. xanthipes).

### Etymologia
Trogopterus: gr. τρωγω trōgō ‘gryźć’; πτερον pteron ‘skrzydło’.

### Podział systematyczny
Do rodzaju należy jeden występujący współcześnie gatunek:
- Trogopterus xanthipes (Milne-Edwards, 1867) – zębowiór chiński

Opisano również gatunek wymarły z pliocenu Chińskiej Republiki Ludowej:
- Trogopterus parapearsoni (Zheng Shaohua, 1993)[9]